# 胡智 (明朝)
胡智（？—？），字宗愚，浙江紹興府會稽縣人，明朝初期政治人物，同進士出身。

## 生平
永樂十九年（1421年）辛丑科進士，拜監察御史，得掌院顧佐器重。擢福建按察司副使，遷廣西按察使。官至廣西左布政使。